# Lechstaustufe 8a – Kinsau
Die Lechstaustufe 8a – Kinsau ist ein Laufwasserkraftwerk des Lechs zwischen Schongau und Landsberg und liegt am Flusskilometer 114,5 auf dem Gemeindegebiet von Kinsau im Landkreis Landsberg am Lech.
Betreiber des Laufwasserkraftwerkes ist die Uniper Kraftwerke, die erzeugte Leistung beträgt 9,2 MW bei einer Fallhöhe von 7,7 Metern.
Die Staustufe befindet sich im Naturschutzgebiet Steilhalden und Flussauen des Lechs zwischen Kinsau und Hohenfurch.

## Geschichte

### Sägemühle
Zunächst befand sich etwas nordwestlich des heutigen Kraftwerkbereichs eine Sägemühle, die um 1900 von der Papierfabrik Hegge aufgekauft wurde.

### Altkraftwerk
Bereits 1905–1907 wurde auf dem Gelände der ehemaligen Sägemühle ein Kanalkraftwerk errichtet. Dabei wurde ein neuer Kanal, deutlich länger und breiter, etwas südöstlich angelegt. Ein Überlaufwehr am Anfang des Kanals ließ überschüssiges Wasser abfließen, für die damals noch aktiven Lechflößer wurden sogenannte Floßgassen angelegt. Das Kraftwerk diente zunächst dem Schleifen von Holzstoff für die Papierfabrik Schongau. Zwei Francis-Schachtturbinen übertrugen ihre jeweils 650 PS (478 kW) per Transmission auf Großkraftschleifer. Die beiden Turbinen stammten von MAN Augsburg, liefen bei 80/min und hatten ein Schluckvermögen von 10,17 m³/s. Zum Abtransport des Holzstoffes wurde außerdem die Kinsauer Zahnradbahn errichtet, die das Kraftwerk (638 m ü. NHN) mit dem Bahnhof Kinsau (711 m ü. NHN) der Bahnstrecke Landsberg–Schongau auf der obersten Lechterrasse verband.
Schon 1912 wurde dann zusätzlich eine 2450 PS (1801 kW) starke Francis-Zwillings-Doppelturbine mit Generator eingebaut, um die Papierfabrik im benachbarten Schongau mit Strom zu versorgen. Ab 1928 wurden alle Turbinen für die Stromerzeugung genutzt. 1941 kam noch eine Kaplan-Turbine mit einer Generatorleistung von 1400 kW hinzu. Aus der ehemaligen Holzschleiferei wurde so ein reines Kraftwerk.
Jährlich mussten an den bayerischen Staat für die Wasserbenutzung zwischen 2100 Mark im Jahr 1909 und 5613 Reichsmark im Jahr 1941 abgeführt werden.
Im Zuge des Kraftwerksbaus zwischen Schongau und Landsberg wurden ab 1940 nach der „Bauweise Arno Fischer“ im Auftrag der Bayerischen Wasserkraft AG (BAWAG) mehrere Laufwasserkraftwerke erbaut. Die Verhandlungen mit der Papierfabrik in Schongau scheiterten jedoch im Dezember 1942 und das bisherige Kraftwerk blieb bestehen.
Nachdem die Kraftwerksreihe der BAWAG zwischen Landsberg und Schongau größtenteils ausgebaut war, kam es wegen des vorgesehenen Schwellbetriebes zu Streitigkeiten zwischen dem Betreiber des Kraftwerkes Kinsau und der BAWAG. Schließlich überließ der Betreiber der BAWAG 1960 das Nießbrauchrecht am Kraftwerk.

### Neubau
Im März 1990 wurde das inzwischen unrentabel gewordene Kraftwerk schließlich abgerissen. Reste der alten Wehranlagen und des Kanals sind aber heute noch erkennbar. Das ab 1983 geplante, 94 Millionen Mark teure, komplett neue Werk wurde bis 1992 von der Bayerische Wasserkraftwerke AG in zwei separaten Lecharmen errichtet. Das Hauptkraftwerk wurde im restlichen Teil des alten Kanals errichtet, das Nebenkraftwerk im ehemals unterhalb des Wehres fließenden Lechs. Von den Gesamtkosten gingen 30 Millionen Mark an den Naturschutz, so wurde unter anderem eine Fischtreppe errichtet.
Das neue Kraftwerk besteht aus einem 1992 fertiggestellten Nebenkraftwerk mit einer Leistung von 1,1 MW bei einer Fallhöhe von 6,5 Metern, das zur Beschickung des alten Lechs dient, und einem 1991 fertiggestellten Hauptkraftwerk mit einer Leistung von 8,1 MW bei einer Fallhöhe von 7,7 Metern, das die Hauptwassermenge aufarbeitet. Das Hauptkraftwerk hat zwei Kaplan-Turbinen mit einer Leistung von je 4,05 MW. Durchschnittlich durchlaufen 79 m³/s an Wasser die Gesamtanlage. Der Ausbaudurchfluss des Hauptkraftwerkes beträgt 120 m³/s und des Nebenkraftwerkes 20 m³/s. Für den Hochwasserfall wurden zusätzlich vier Wehrfelder eingebaut, die maximal 1400 m³/s an Wasser abführen können.
Das Regelarbeitsvermögen liegt beim Kleinkraftwerk bei 9700 MWh pro Jahr und beim Hauptkraftwerk bei 32.000 MWh pro Jahr.
Pro Jahr werden so 10–12.000 Haushalte mit Strom versorgt.

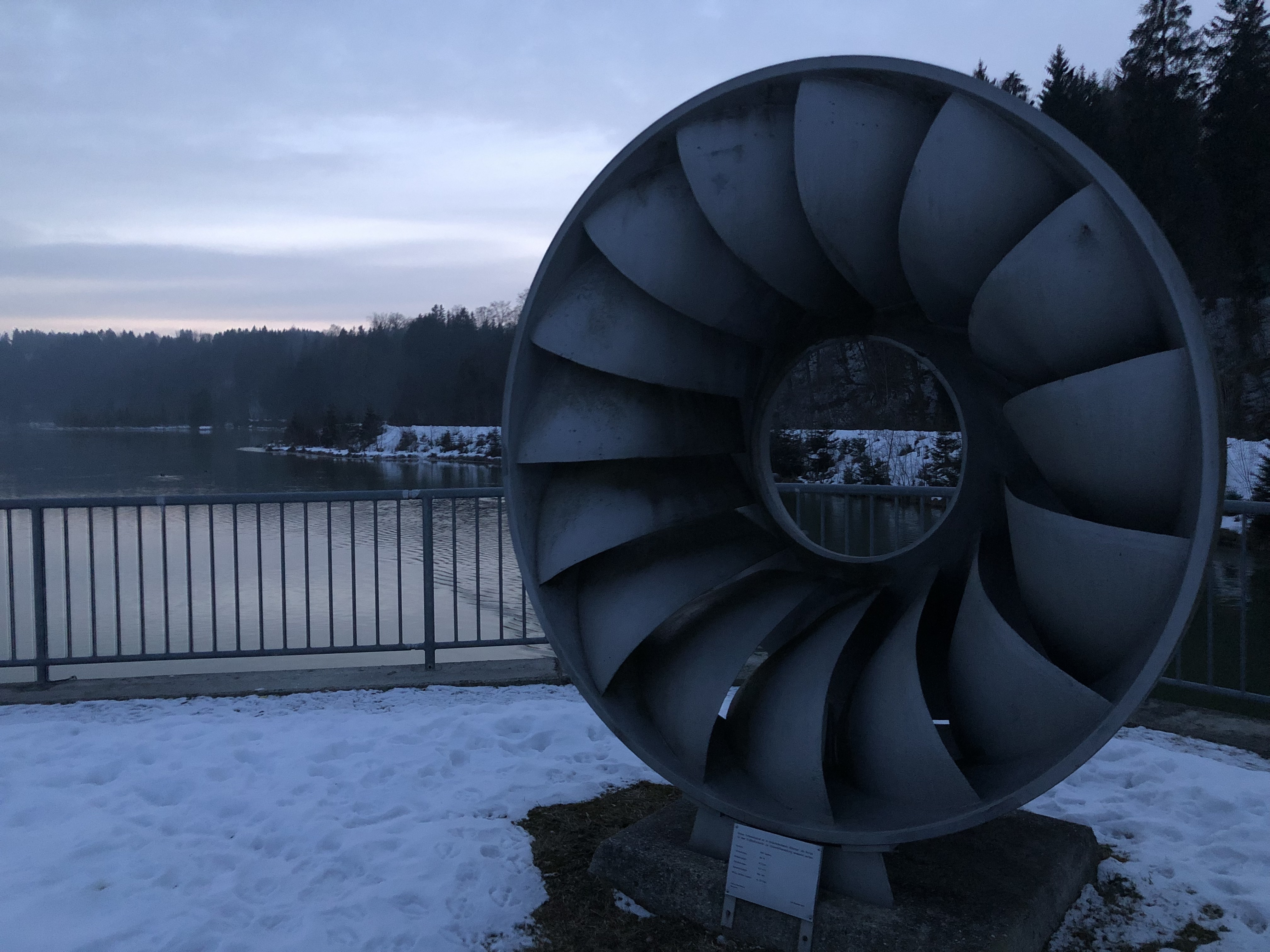
Turbine des Altkraftwerkes von 1907, MAN Augsburg (650 PS)
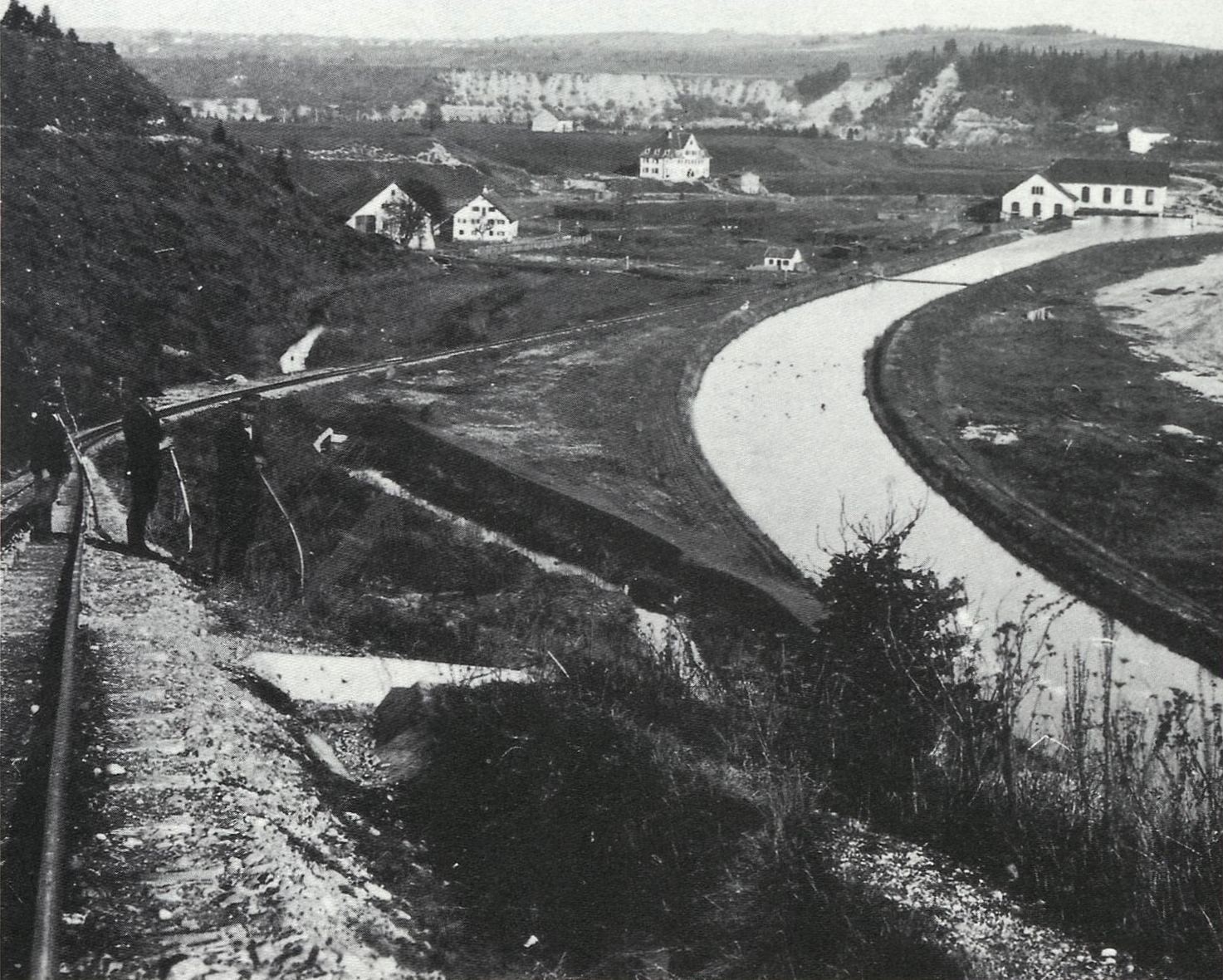
Blick von der Lechhalde 1910, Altkraftwerk rechts oben im Bild
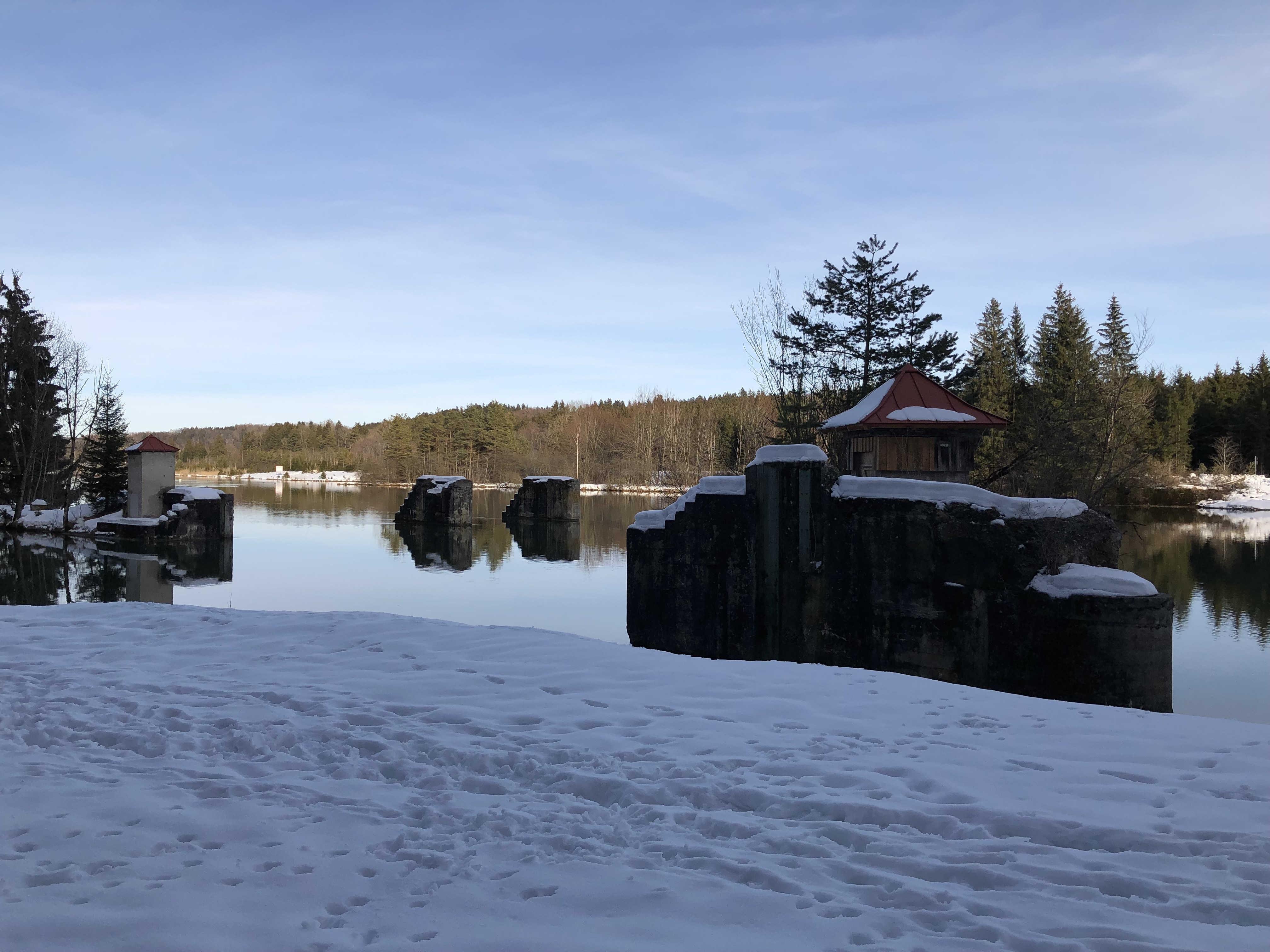
Ruinen im ehemaligen Einströmbereich des Kanalkraftwerkes